# Korova (Band)
Korova ist eine österreichische Avantgarde-Metal-Band. Sie wurde 1990 gegründet und war die ersten Jahre vornehmlich im Raum Innsbruck aktiv. Die Kernbesetzung besteht seit 1993 aus Sänger und Gitarrist Chrystof Niederwieser (u. a. Angizia) und Schlagzeuger Moritz Neuner (u. a. Dornenreich, Abigor, Atrocity, Graveworm und Leaves’ Eyes).

## Bandgeschichte
International bekannt wurden Korova 1995 durch die Veröffentlichung ihres Debütalbums A Kiss in the Charnel Fields auf Napalm Records. Das Album prägte den Ruf von Korova als innovative Vertreter des Extreme Metal und gilt als eines der ersten Alben der Mitte der 1990er Jahre aufkommenden Avantgarde-Metal-Bewegung. A Kiss in the Charnel Fields zeichnet sich vor allem aus durch den exzentrischen, variantenreichen Gesang von Chrystof Niederwieser, komplexe Arrangements und häufiges Auflösen der Tonalität. Stilistisch finden sich neben Extreme/Black/Death Metal zahlreiche Anleihen an u. a. Progressive Rock, Psychedelic, Dark Wave, Klassische Musik und Minnesang.
1997 nahmen Korova eine Demo-Version ihres zweiten Albums Echowelt auf, welches der Plattenfirma jedoch zu experimentell für eine Veröffentlichung war. 1998 erschien das zweite Album Dead Like an Angel, auf welchem verstärkt mit Synthesizern und Effekten gearbeitet wurde. Dead Like an Angel ist im Vergleich zum Debütalbum deutlich ruhiger und geordneter und enthält auch einige Balladen und Pop-Elemente.
Anfang 2000 lösten sich Korova offiziell auf, wurden allerdings einige Monate später unter dem Namen Korovakill reformiert. Neben der Kernbesetzung Chrystof Niederwieser und Moritz Neuner zählt auch Renaud Tschirner (Elend) an den Keyboards zur fixen Besetzung. KorovaKill veröffentlichten 2001 das Album WaterHells auf dem US-Label Red Stream.
2011 wurde das vergriffene Debütalbum A Kiss in the Charnel Fields als Download wiederveröffentlicht. Neben der Originalversion enthält diese Veröffentlichung auch den LP-Remix sowie den Bonustitel Trip to the breeding Planets.

## Diskografie
- 1995: A Kiss in the Charnel Fields (Napalm Records)
- 1998: Dead like an Angel (Napalm Records)